# فرودگاه لوردز د بلانک سابلون
فرودگاه لوردز د بلانک سابلون (به انگلیسی: Lourdes-de-Blanc-Sablon Airport) یک فرودگاه همگانی باربری با کد یاتا YBX است که یک باند فرود آسفالت دارد و طول باند آن ۱۳۷۲ متر است. این فرودگاه در کشور کانادا قرار دارد و در ارتفاع ۳۷ متری از سطح دریا واقع شده است.